# 이시구로 히데오
이시구로 히데오(일본어: 石黒 英雄, 1989년 1월 10일 ~ ）는 일본의 배우이다. 2004년 제 17회 "쥬논 슈퍼보이 대회"에서 그랑프리를 수상하며 연예계에 데뷔하였고, 2005년 고쿠센2를 통하여 배우로 데뷔하였다.

## 출연작품

### 드라마
- 고쿠센2 (2005) 제8화 - 야부키 하야토의 동생, 타쿠 역
- 대하드라마 (NHK)
  - 공명의 갈림길 최종회 (2006년 12월 10일, NHK) - 도요토미 히데요리 역
  - 타이라노 키요모리 (2012) - 타이라노 무네모리 역
  - 군사 칸베에 (2014년) - 후쿠시마 마사노리 역
- 가면라이더 덴오 (2007) - 카이 역
- 엘리트 양키 사부로 (2007) - 오오코우치 사부로 역
- 1파운드의 복음 (2008) - 호리구치 역
- 고쿠센3 (2008) - 혼죠 켄고 역
- 캣 스트릿 (2008) - 하라사와 타이요 역
- 미스터 브레인 (2009) - 마츠야마 코조 역 (특별 출연)
- 댄디 대디? 연애소설가 이사키 류노스케 (2009) - 코바야카와 유키 역
- RESCUE: 특별고도구조대 (2009) - 이가와 쇼고 역
- 고쿠센 3학년 D반 졸업 스페셜 2009 (2009) - 혼죠 켄고 역
- 신참자 (2010)
- 별 볼 일 없는 나를 사랑해주세요 (2016)
- 울트라맨 오브 (2016) - 쿠레나이 가이(울트라맨 오브) 역
- 울트라맨 오브 디 오리진 사가(2016) - 쿠레나이 가이(울트라맨 오브) 역
- 극장판 울트라맨 오브 인연의 힘 빌리겠습니다 (2017) - 쿠레나이 가이(울트라맨 오브) 역
- 울트라맨 오브 THE CHRONICLE - 쿠레나이 가이(울트라맨 오브) 역
- 울트라 파이트 오브 - 쿠레나이 가이(울트라맨 오브) 역
- 극장판 울트라맨 지드 잇는다! 소망!! - 쿠레나이 가이(울트라맨 오브) 역

- 노래혼♪(연어 합창단의 하모니) (2008) - 마키무라 준이치 역
- 격정판 엘리트 양키 사부로 (2009) - 오오코우치 사부로 역
- 고쿠센 더 무비 (2009) - 혼조 켄고 역
- 휴대폰 그이 (2009) - 타카하라 나오토
- 피안도 (2009)
- 무사도 식스틴 (2010)

### 뮤직비디오
- AZU - I Will
- AKB48 -Gingham check